# Fascino criminale
Fascino criminale (Les pépées font la loi) è un film del 1955 diretto da Raoul André.